# Земледелец (Самарская область)
Земледе́лец (чув. Земледелец) — посёлок в Похвистневском районе Самарской области. Входит в состав сельского поселения Старопохвистнево. Основан в начале XX века. 

## География
Посёлок находится на расстоянии примерно 13 км (по прямой) к северу от города Похвистнево, административного центра района.

### Часовой пояс
Посёлок Земледелец, как и вся Самарская область, находится в часовой зоне МСК+1. Смещение применяемого времени относительно UTC составляет +4:00.

## Население
| 2010 |
| ---- |
| 64   |

### Национальный состав
Согласно результатам переписи 2002 года, в национальной структуре населения чуваши составляли 79 % из 66 чел.